# 리처드 커원
리처드 커원(Richard Kirwan, FRS, 1733년 8월 1일~1812년 6월 22일)은 아일랜드의 과학자이다. 지질학, 광물학, 화학 등의 분야에서 활동하였다. 플로지스톤설을 마지막까지 신봉한 사람 중 한명이었다.

## 생애
커원은 1733년 갈웨이 카운티의 클로밸리모어에서 태어났다. 1754년 그는 생토메르에 위치한 예수회 수련원에 보내졌으나 이듬해 상속자였던 그의 형이 죽자 아일랜드로 다시 돌아왔다. 그는 1764년 영국 국교회로 개종하였다. 1766년 커원은 변호사로 일하였으나, 1768년 변호사보다는 과학자가 적성에 맞다고 생각하여 그만두었다. 그 후 19년 동안 주로 런던에서 지내며 많은 과학자들과 만남을 가졌고, 여러 언어에 능통하여 대륙의 학자들과도 교류할 수 있었다. 그는 염류의 비중과 화학적 친화력에 대해서 연구하였는데, 그가 사용한 실험법은 분석 화학의 발전에 기여하였다. 1780년 커원은 왕립 학회의 회원이 되었고, 1782년에는 코플리 메달을 받았다. 1784년에는 헨리 캐번디시의 실험에 대해서 캐번디시와 논쟁을 벌이기도 하였다. 1787년 커원은 더블린으로 이주하였고, 1799년 아일랜드 왕립학회의 회장이 되었다. 그는 1812년 더블린에서 사망하였다.

## 업적
그는 광물학, 순수 및 응용 화학, 지질학, 자기, 철학에 대한 많은 논문을 작성하였다. 그는 원시 상태의 지구에 대한 논문을 썼는데, 이는 제임스 허튼의 지지자들과의 많은 논쟁의 주제가 되었다. 그의 지질학적 시각은 전 지구적인 대 홍수의 존재에 기반하고 있었으며, 포트러시 인근에서 화석이 발견되자 이를 통해서 현무암이 물로부터 기원하였다고 판단하였다.
그는 플로지스톤설을 끝까지 신봉했으며 1787년 출판된 Essay on Phlogiston and the Constitution of Acids에서 플로지스톤의 정체는 수소라고 주장하였다. 이는 앙투안 라부아지에의 부인인 마리 앤 라부아지에에 의해 프랑스어로 번역되었고, 라부아지에와 그의 지지자들은 커원의 이론에 대해서 비판을 가했다. 커원은 그들의 주장에 대해서 반박하기는 하였으나, 1791년 결국은 플로지스톤설을 포기하고 라부아지에의 이론을 받아들였다.
그의 광물학 관련 저서는 그 분야에 있어서 영국 최초의 체계적인 연구 중 하나이자 오랜 기간에 걸쳐 표준으로 받아들여졌다. 후반에 들어 그는 철학에도 관심을 가졌다. 1798년에는 인간의 자유에 관한 논문을 발표하였고, 1807년에는 논리에 관한 논문을 제출하였으며, 1811년에는 형이상학에 대한 책을 출판하였다.

## 저서
- Elements of Mineralogy (1784년)
- Essay on Phlogiston and the Constitution of Acids (1787년)
- An Estimate of the Temperature of Different Latitudes (1787년)
- Essay of the Analysis of Mineral Waters (1799년)
- Geological Essays (1799년)